# كارين كارجيل
كارين كارجيل (بالإنجليزية: Karen Cargill)‏ هي مغنية أوبرا بريطانية، ولدت في 1975.

## وصلات خارجية
- كارين كارجيل على موقع ميوزك برينز (الإنجليزية)
- كارين كارجيل على موقع أول ميوزيك (الإنجليزية)
- كارين كارجيل على موقع ديسكوغز (الإنجليزية)